# Perucricus denticauda
Perucricus denticauda är en mångfotingart som beskrevs av Kraus 1957. Perucricus denticauda ingår i släktet Perucricus och familjen Rhinocricidae. Inga underarter finns listade i Catalogue of Life.